# Quai de Grenelle
Pour les articles homonymes, voir Quai de Grenelle (Paris) et Grenelle.
Pour plus de détails, voir Fiche technique et Distribution.
Quai de Grenelle est un film français réalisé par Emil-Edwin Reinert et sorti en 1950.

## Synopsis
Jeune chasseur de vipères, Jean-Louis Cavalade aime la solitude de son repaire forestier de Fontainebleau et sa petite amie Simone Lamy, vendeuse dans une grande surface. Il va être victime de la fatalité et pris dans un engrenage infernal. Accusé d'un hold-up qu'il n'a pas commis, il doit fuir et le piège se resserre. La presse à sensation édite un article où, sans aucune preuve, Jean-Louis est présenté comme un monstre. Il rencontre fortuitement Mado, une jeune prostituée et l'un de ses riches clients, Zance, un homme mûr, fétichiste de la chaussure. Ce couple atypique se propose de l'aider, alors que Mado commence à devenir amoureuse du jeune homme. Quand Jean-Louis découvre le titre du journal, il remonte la piste du journaliste et pénètre chez lui, ce dernier lui explique qu'une nouvelle édition est sous presse mais qu'il va s’empresser de la faire rectifier et que le journal prouvera son innocence. Mais quand il téléphone au journal, retardé par les assiduités de son épouse, il est trop tard, les rotatives tournent. Jean-Louis passe la nuit avec Mado, mais le lendemain matin en découvrant la presse, il constate que le journaliste n'a pas tenu parole, il se rend chez ce dernier, se bagarre avec son épouse et assomme le journaliste. En revenant à l'hôtel, il annonce son départ à Mado, celle-ci demande des explications puis, humant le parfum que la femme du journaliste a laissé sur lui, elle fait une crise de jalousie, les deux amants se bousculent, Jean-Louis la pousse et la tue accidentellement. 
Entre-temps, le commissaire chargé de l’enquête a l'idée de faire engager Simone, la petite amie de Jean-Louis, dans un cabaret de Pigalle, afin de le piéger. Effectivement, la presse publie l’article que le journaliste n'a pas pu stopper en titrant "La fiancée de Frankenstein", sur une photo de Simone avec l'adresse du cabaret. Jean-Louis est a deux doigts de tomber dans le piège, il est blessé au bras mais réussit à s'échapper, il se rend alors chez Zance. Mais ce dernier, qui a retrouvé le corps de Mado, veut se venger en prévenant la police. Jean-Louis l'étrangle.
Traqué, il a la force de retourner dans sa chère forêt pour y mourir sous les balles des gendarmes.

## Fiche technique

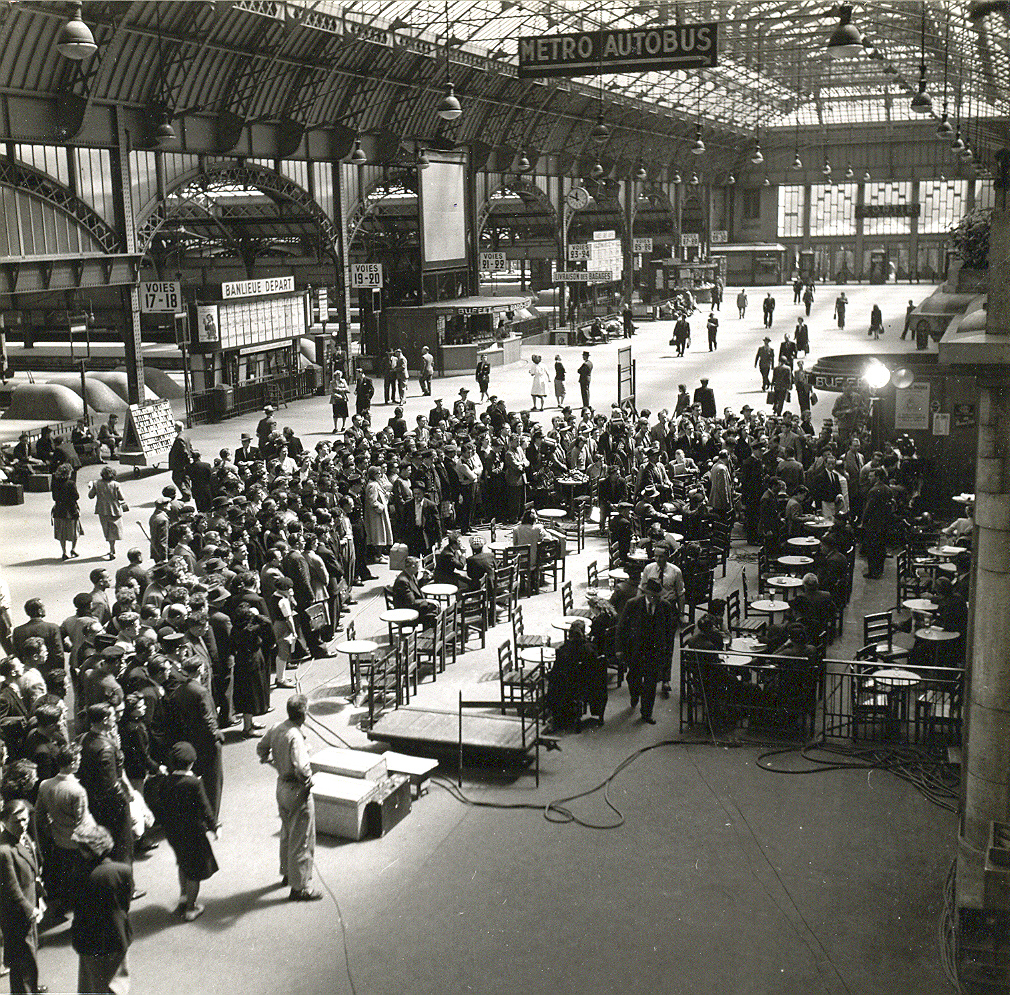
Lors du tournage de Quai de Grenelle dans la Gare de l'Est à Paris (Printemps 1950).

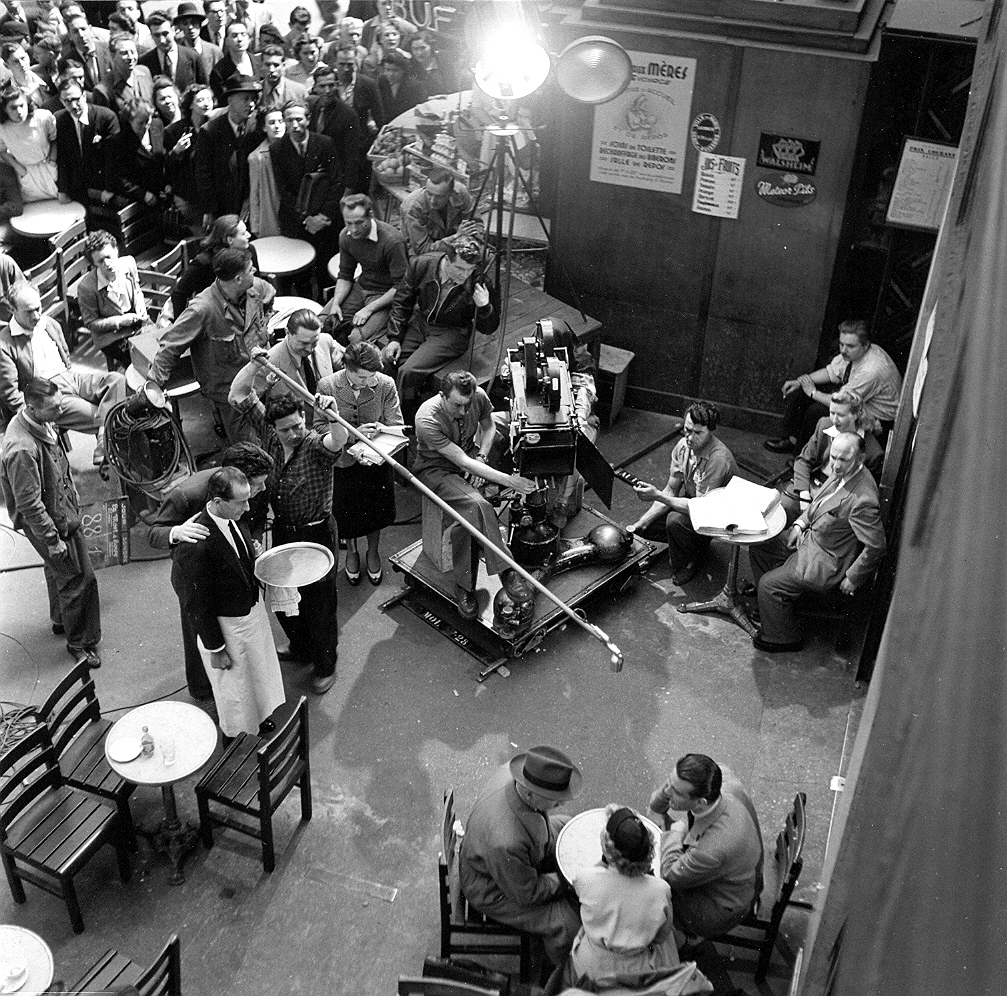
Vue plongeante sur le tournage de Quai de Grenelle en Gare de l'Est à Paris (Printemps 1950).

- Titre : Quai de Grenelle (La Mort à boire - titre de tournage)
- Réalisation : Emil-Edwin Reinert, assisté de Jack Pinoteau et R. Gendre
- Scénario  : d'après le roman de Jacques Laurent : La mort à boire aux éditions Jean Froissart
- Adaptation : Emil-Edwin Reinert, Jacques Laurent
- Dialogue : Pierre Laroche
- Décors : Lucien Aguettand, assisté de A. Hinkis et J. Villet
- Photographie : Marcel Grignon
- Montage : Victoria Mercanton, assistée de A. Ridel
- Son : Robert Teisseire, assisté de Guy Chichignoud et Haller
- Opérateur : Emile Villerbue, assisté de R. Lemoigne et M. Gilot
- Musique : Joe Hajos, (éditions Ray Ventura)
  - La chanson du film est interprétée par Éliane Embrun
- Maquillage : Constantin Safonoff, Jean Ulysse
- Photographe de plateau : Roger Poutrel
- Script-girl : Paule Converset
- Régisseur : Hugo Bénédek
- Régisseur extérieur : H. Vergne
- Régisseur adjoint : L. Frémery
- Accessoiriste : Catala
- Administration : Alice Woog et Madame Mateger
- Production : Metzger et Woog
- Chef de production : Robert Woog
- Secrétaire de production : Denise Levrun
- Distribution : U.F.P.C
- Tournage du 11 avril au 6 juin 1950, dans les studios de Paris Billancourt
- Enregistrement : Optiphone
- Tirage : L.T.C Saint-Cloud
- Trucage : LAX
- Pays :  France
- Format : Noir et blanc  - 1,37:1 - 35 mm - Son mono
- Durée : 90 min
- Genre : Drame
- Date de sortie :
  - France - 26 octobre 1950
- Visa d'exploitation : 9585
- Affiches : Boris Grinsson, René Péron (France)

## Distribution
- Henri Vidal : Jean-Louis Cavalade, le chasseur de vipères
- Maria Mauban : Mado, la jeune prostituée qui a aidé Jean-Louis
- Françoise Arnoul : Simone Lamy, la petite amie de Jean-Louis
- Jean Tissier : M. Zance, client de Mado, et fétichiste de la chaussure
- Robert Dalban : le commissaire Corbès
- Micheline Francey : Janine Crioux, la femme du journaliste
- Pierre-Louis : Jacques Crioux, journaliste au Paris-Éclair
- Margo Lion : Mme Chotard, directrice de la boite de nuit
- Gabrielle Fontan : la vieille dame qui se réfugie chez le quincaillier
- Jean Hébey : Jacques Chotard, le directeur de la boite de nuit
- Pierre Asso : le vieux du village
- Paul Faivre : le receveur « observateur »
- Gilberte Géniat : la concierge de l'hôtel
- Henri Hennery : Lorillon, le gendarme dactylo
- Georges Paulais : Le chef de rayon qui renvoie Simone
- Eliane Saint-Jean : Gisèle Fourqueux, une vendeuse camarade de Simone
- Michel Salina : le commissaire
- Louis de Funès : Mr. Vincent, le quincaillier qui vend des produits anti-serpents
- René Bourbon : un patron de bistrot
- Liliane Lesaffre : Jeannette, l'habilleuse
- Louis Vonelly : le vieux beau
- Emile Genevois : un vendeur de journaux
- Michel Flamme : le jeune homme qui drague Simone à l'arrêt des cars
- Manuel Gary : l'ami de Gisèle, dans sa voiture
- René Hell : l'hôtelier
- Julien Maffre : le concierge
- Robert Le Béal : l'homme dans l'escalier (ou un inspecteur)
- Hubert Deschamps : un agent qui vient faire son rapport
- Gérard Darrieu : le concierge de la boite de nuit
- René Marjac
- Gilbert Moreau
- Gérard Buhr : un journaliste du Paris-Éclair
- Jean-Jacques Lecot
- Georges Bréhat
- Georgette Anys : la cliente du magasin
- Léonce
- Frédéric Moriss
- Alex Favier
- Jean Clarieux : Léonardi, le gendarme de la forêt
- Yvon Sarray : un journaliste
- Pierre Duncan : un inspecteur
- Jacques Hilling : le veilleur de nuit de l'hôtel
- Jacky Blanchot : le barman de la boite de nuit
- Nadine Tallier (Nadine de Rothschild) : une danseuse nue de la boite de nuit

## Autour du film
- 1949 voit le début des passages zébrés qui vont remplacer progressivement les passages cloutés. Jean-Louis Cavalade a ses premiers ennuis parce qu'il n'a pas traversé dans les clous. De cette époque est restée l'expression "être dans les clous", et si Jean-Louis Cavalade s'efforce de rester dans les clous, une suite d’événements l'en empêcheront !
- Le film s’attarde longuement sur la description de Monsieur Zance, un curieux personnage joué par Jean Tissier et fétichiste de la chaussure. On peut voir chez lui un empilement de boites de chaussures, et une salle spéciale où sont exposés ce qu'il considère comme ses trésors : des chaussures ayant été portées par des personnalités historiques.